# 副谷螳属
副谷螳属（学名：Pararivetina）为谷螳科的一个属。

## 下属物种
本属包括以下物种：
- Pararivetina fraseri Beier, 1931